# MTV Nowa Zelandia
MTV Nowa Zelandia (ang. Music Television New Zealand) – stacja telewizyjna, która wystartowała 18 sierpnia 2006 roku w Nowej Zelandii. Centrala mieści się w Auckland. Odbiór stacji jest możliwy w sieciach kablowych TelstraClear lub InHomeTV, a także poprzez telewizję satelitarną na platformie SKY Network TV. Prezenterami MTV są Amber Peebles i Jay Reeve.

## Programy
- Pimp My Ride
- Laguna Beach
- Full Tank
- The Hills
- Top 10
- Slip-Slop-Slap
- Wild Boyz
- Dirty Sanchez
- My Super Sweet 16
- Road Rules
- Trick It Out
- Room 401
- Fist of Zen
- Scarred
- A Shot At Love with Tila Tequila
- Living Lahaina
- Maui Fever